# 亨利·桑福什
亨利·桑福什（Henry Sanfourche，1775年3月24日—1841年4月10日），法兰西帝国上校，荣誉军团司令，圣路易勋章骑士。 它参与了拿破仑·波拿巴领导下的24次军事行动。安息在Sarlat公墓，靠近法蘭索瓦·富尼耶-薩爾洛韋茲将军。